# Luce dei tuoi occhi
Luce dei tuoi occhi è una serie televisiva italiana diretta da Fabrizio Costa, trasmessa in prima visione su Canale 5 dal 22 settembre 2021 al 17 maggio 2023, con protagonisti Anna Valle e Giuseppe Zeno.

## Trama
Emma Conti è una ballerina di Vicenza: lei e il suo fidanzato Davide hanno avuto una figlia che apparentemente è nata morta. Questo trauma spinge Emma ad abbandonare Davide e Vicenza, trasferendosi negli Stati Uniti. Trascorsi sedici anni, Emma, che ormai è diventata un'étoile di fama internazionale, decide di tornare a Vicenza quando scopre che la figlia che lei credeva morta è ancora viva, iniziando a lavorare nella scuola di danza della madre. Emma indaga per rintracciare la figlia trovando un valido aiuto in Enrico Leoni, insegnante di astronomia, e quella che tra i due era iniziata come un'amicizia poi diventa amore.

## Episodi
| Stagione         | Episodi | Prima TV |
| ---------------- | ------- | -------- |
| Prima stagione   | 6       | 2021     |
| Seconda stagione | 6       | 2023     |

## Personaggi e interpreti

### Personaggi principali
- Emma Conti (stagioni 1- 2), interpretata da Anna Valle. È un étoile che è alla ricerca di sua figlia, scomparsa dalla nascita ed è la moglie del professore Enrico Leoni.
- Enrico Leoni (stagioni 1-2), interpretato da Giuseppe Zeno. È il padre di Miranda, professore di matematica e fisica ed è il marito di Emma Conti.
- Davide Fabris (stagioni 1-2), interpretato da Bernardo Casertano. È l'ex fidanzato di Emma Conti ed è l'assessore di Vicenza.
- Petra Novak (stagione 2), interpretata da Francesca Cavallin.
- Luca Costa (stagioni 1 -2), interpretato da Riccardo De Rinaldis Santorelli. È il fratello di Valentina.
- Valentina Costa (stagioni 1- 2), interpretata da Elisa Visari. È la sorella di Luca ed è una ballerina che, rimasta orfana, rischia di finire in una casa famiglia venendo affidata ad Enrico Leoni.
- Miranda Leoni (stagioni 1- 2), interpretata da Gea Dall'Orto. È una ballerina e figlia del prof Enrico Leoni.
- Sofia Romano (stagione 1), interpretata da Rebecca Antonaci. È una ballerina.
- Anita Guerra (stagioni 1 -2), interpretata da Sabrina Martina. È una ballerina e figliastra di Davide. Nella seconda stagione si innamora di Andrea.
- Martina Fontana (stagioni 1- 2), interpretata da Linda Pani. È una ballerina.
- Alessia Lovato (stagioni 1- 2) interpretata da Stella Maya Epifani. È una ballerina.
- Andrea Bisceglie (stagione 2), interpretato da Simone Secce. Entra a far parte del corpo di ballo di Emma e dimostra sin da subito una forte simpatia per Anita. È il gemello eterozigote di Maurizio.
- Maurizio Bisceglie (stagione 2), interpretato da Cristian Roberto. È il gemello eterozigote di Andrea, entra assieme a lui nella compagnia di danza. Ha iniziato a ballare per difendere Andrea dai bulli, ma non sembra conoscere il suo segreto.
- Paola Conti (stagioni 1- 2), interpretata da Paola Pitagora. È la madre di Emma che ha deciso di non insegnare più nella sua scuola di danza di Vicenza.
- Luisa Guerra (stagioni 1- 2), interpretata da Maria Rosaria Russo. È un vicequestore, compagna di Davide Fabris e madre di Anita.
- Roberto Conti (stagioni 1, guest 2), interpretato da Luca Bastianello. È il fratello di Emma.
- Aurelio Fontana (stagione 1), interpretato da Paolo Romano. È il gioielliere sponsor dello spettacolo di Emma Conti.
- Alessandro Fontana (stagioni 1, guest 2), interpretato da Matteo Pagani. È il figlio di Aurelio e fratello di Martina nonché il ragazzo di Valentina.
- Diana Novak (stagione 2), interpretata da Irene Paloma Jona. È la figlia di Petra Novak nonché una delle nuove ballerine di Emma.

Anna Valle interpreta Emma Conti
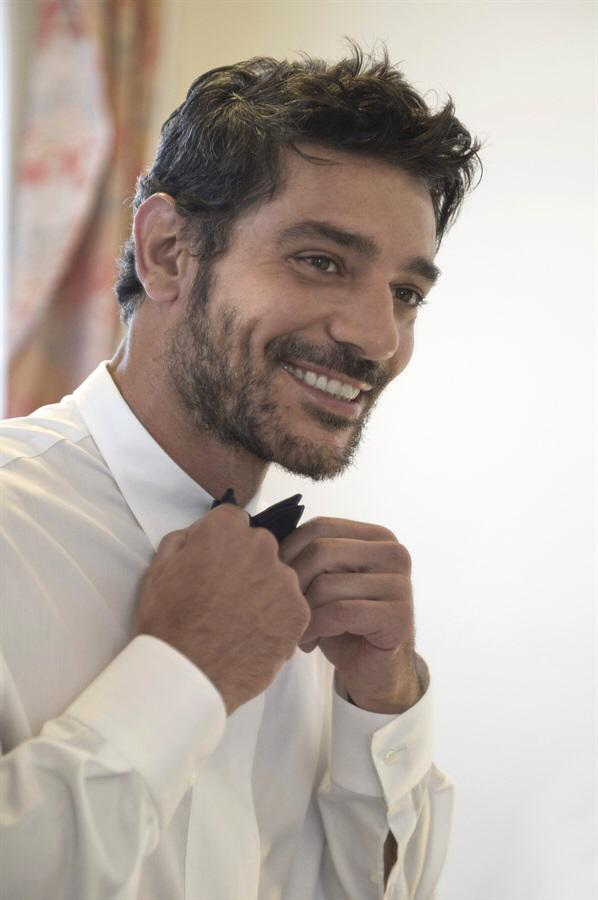
Giuseppe Zeno interpreta Enrico Leoni
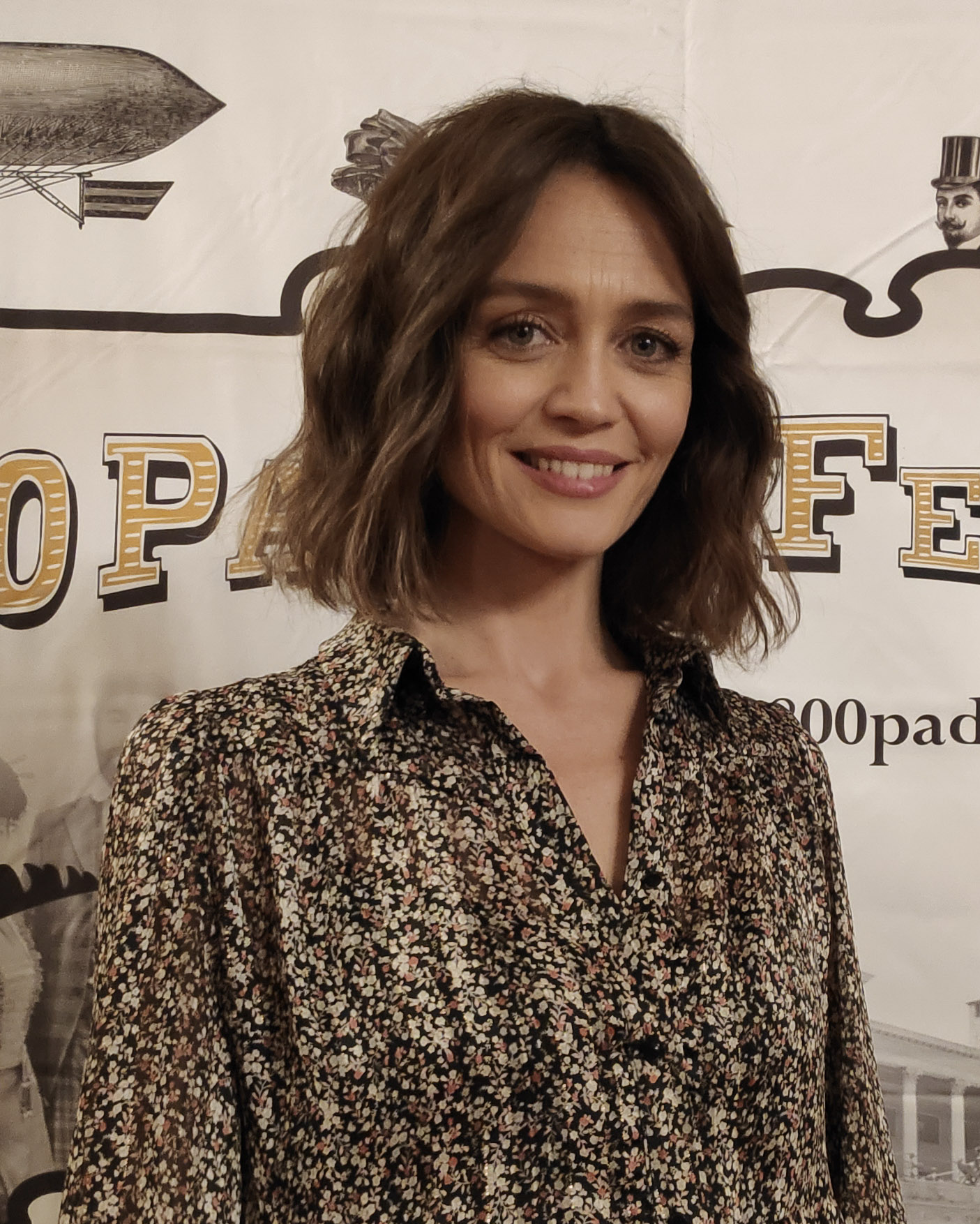
Francesca Cavallin interpreta Petra Novak
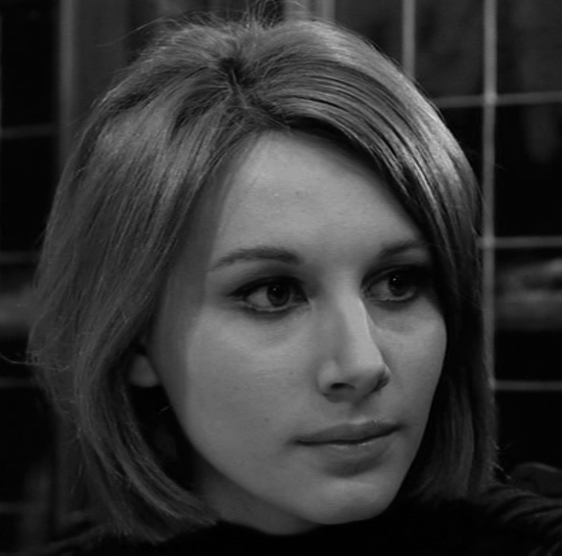
Paola Pitagora interpreta Paola Conti
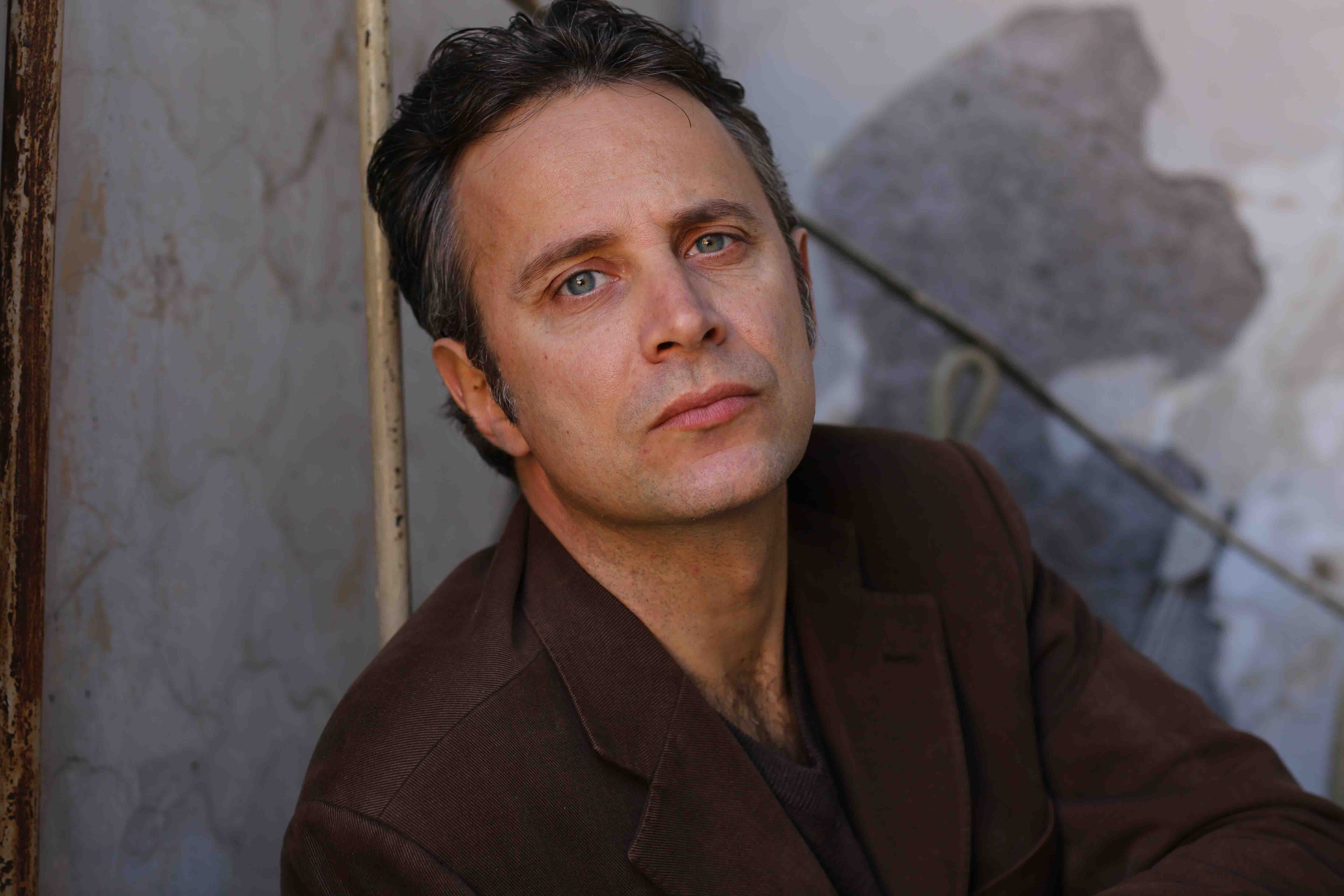
Paolo Romano interpreta Aurelio Fontana

### Personaggi secondari
- Azzurra (stagione 1), interpretata da Francesca Beggio. È la cognata di Emma.
- Cecilia Conti (stagione 1, guest 2), interpretata da Giulia Patrignani. È la figlia di Azzurra e Roberto.
- Barbara Fontana (stagione 1), interpretata da Valentina Valsania.
- Mario (stagione 1), interpretato da Vincenzo Vivenzio. È il braccio destro di Luisa Guerra in commissariato.
- Carla Alessi (stagione 1), interpretata da Agnese Nano. È l'ostetrica che ha fatto nascere Anita.
- Walter Marino (stagione 1), interpretato da Vanni Bramati. È il padre naturale di Anita ed ex compagno di Luisa Guerra.
- Luigi Romano (stagione 1), interpretato da Yari Gugliucci. È il padre di Sofia e titolare del bar dove lavora Luca Costa.
- Antonella Romano (stagione 1), interpretata da Carla Ferraro. È una barista e madre di Sofia Romano.
- Chiara Furlan (stagione 1), interpretata da Sofia Pelaschier.
- Anna Ballarin (stagione 1), interpretata da Julia Wujkowska.
- Marta (stagione 1), interpretata da Paola Sambo. È la nonna di Miranda Leoni.
- Alberto (stagione 1), interpretato da Giancarlo Previati. È il nonno di Miranda Leoni.
- Olimpia Leroux (stagione 1), interpretata da Magdalena Grochowska. È la presidente della commissione per il festival.
- Vittoria "Vicky" De Angelis (stagione 2), interpretata da Greta Malengo. È una delle nuove ballerine e amante di Jacopo; da subito è in competizione con Diana Novak.
- Jacopo Bellini (stagione 2), interpretata da Filippo Contri. È il preparatore atletico della scuola di Emma e amante di Vicky.
- Regina / Alice Conti (stagione 2), interpretata da Alessia Manicastri. È la migliore amica di Diana. Appassionata di scacchi e di danza, è una ragazzina molto intelligente. Creduta morta prima degli eventi della seconda stagione, si scoprirà di essere viva e alla fine di essere Alice, la figlia di Emma da tempo perduta.
- Armando Fusco (stagione 2), interpretato da Massimiliano Franciosa. È l'autista tuttofare di Petra Novak.
- Fabio Caruana (stagione 2), interpretato da Alberto Gimignani. È l’uomo d’affari che ha rapito la figlia di Emma e l'ha tenuta nascosta per diciotto anni, fino al suo arresto da parte della polizia di New York e dall'FBI, in seguita alla denuncia fatta a Vicenza da Petra.
- Avvocato Torre (stagione 2), interpretato da Bruno Santini. È il legale dei Novak.
- Ballerina (stagione 2), interpretato da Martina Casaccio.

Agnese Nano interpreta Carla Alessi
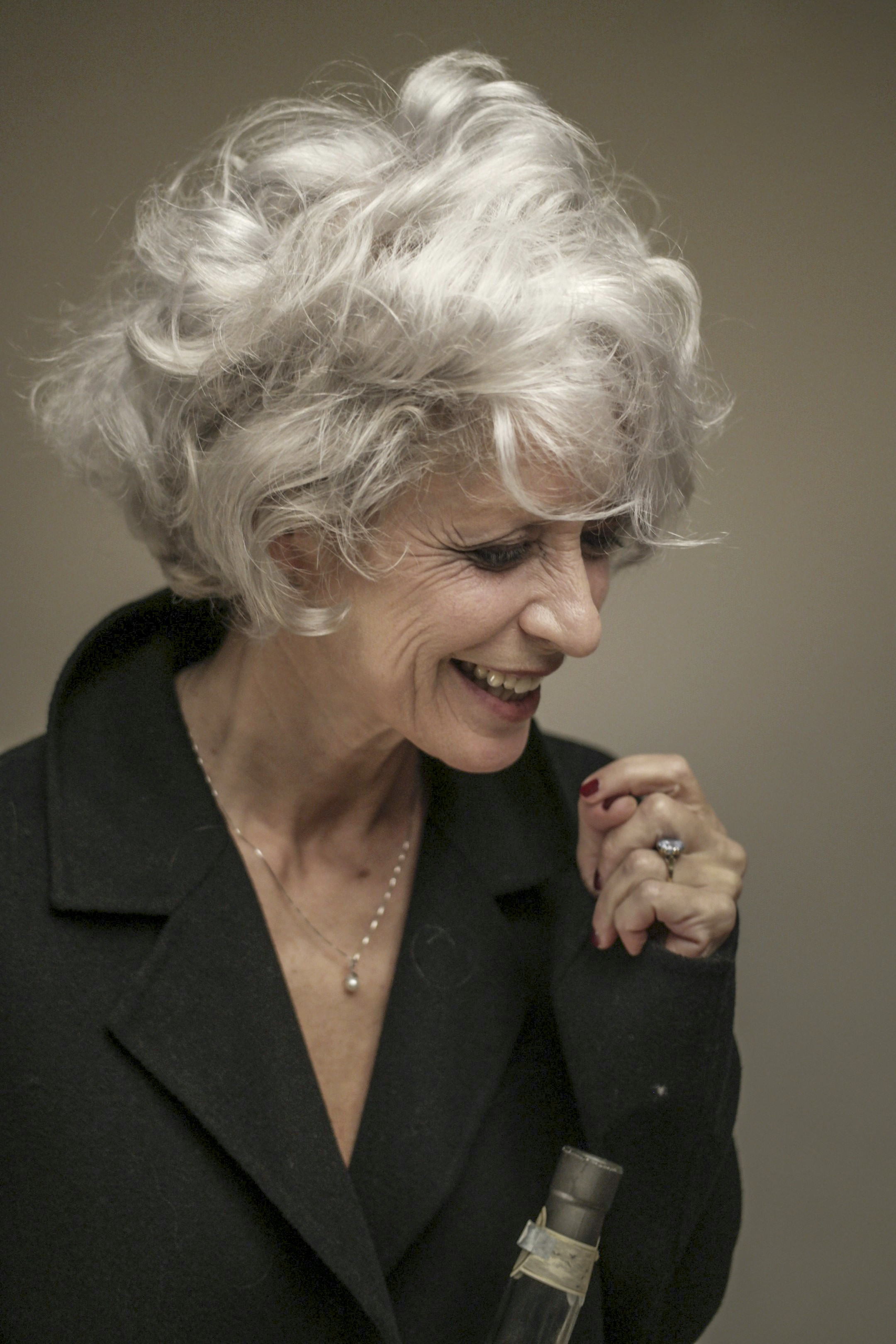
Paola Sambo interpreta Marta
Alberto Gimignani interpreta Fabio Caruana

## Produzione
La serie è diretta da Fabrizio Costa, scritta da Eleonora Fiorini, Davide Sala e Mauro Casiraghi e prodotta da Banijay Studios Italy in collaborazione con RTI.

### Rinnovo
In seguito all'ottimo successo della prima stagione, a febbraio 2022 la serie è stata rinnovata per una seconda stagione.

### Riprese
Le riprese della prima stagione si sono svolte dal 6 luglio a fine novembre 2020 tra il Lazio (in particolare a Roma) e il Veneto (in particolare a Vicenza). Le riprese della seconda stagione si sono svolte a Vicenza in due periodi compresi dal 7 marzo al 23 luglio 2022: il primo periodo dal 7 marzo al 15 aprile, mentre il secondo periodo dal 30 maggio al 23 luglio.

## Distribuzione
La serie è andata in onda in prima serata su Canale 5 dal 22 settembre 2021 al 17 maggio 2023: la prima stagione è stata trasmessa dal 22 settembre al 27 ottobre 2021, mentre la seconda stagione è stata trasmessa dal 12 aprile al 17 maggio 2023.

## Promozione
La prima stagione della serie è stata annunciata il 14 luglio 2020 dalla società di produzione Banijay Studios Italy e presentata da Anna Valle il 27 luglio 2021 al Giffoni Film Festival. La seconda stagione della serie è stata presentata l'8 aprile 2023 a Verissimo da Anna Valle e Giuseppe Zeno.